# Gornja Tušimlja
Gornja Tušimlja, település Szerbiában, a Raškai körzet Novi Pazar községében.

## Népessége
- 1948-ban 121 lakosa volt.
- 1953-ban 125 lakosa volt.
- 1961-ben 121 lakosa volt.
- 1971-ben 91 lakosa volt.
- 1981-ben 75 lakosa volt.
- 1991-ben 44 lakosa volt.
- 2002-ben 33 lakosa volt, akik közül 32 szerb (96,96%) és 1 ismeretlen.